# موسیقی مستقل

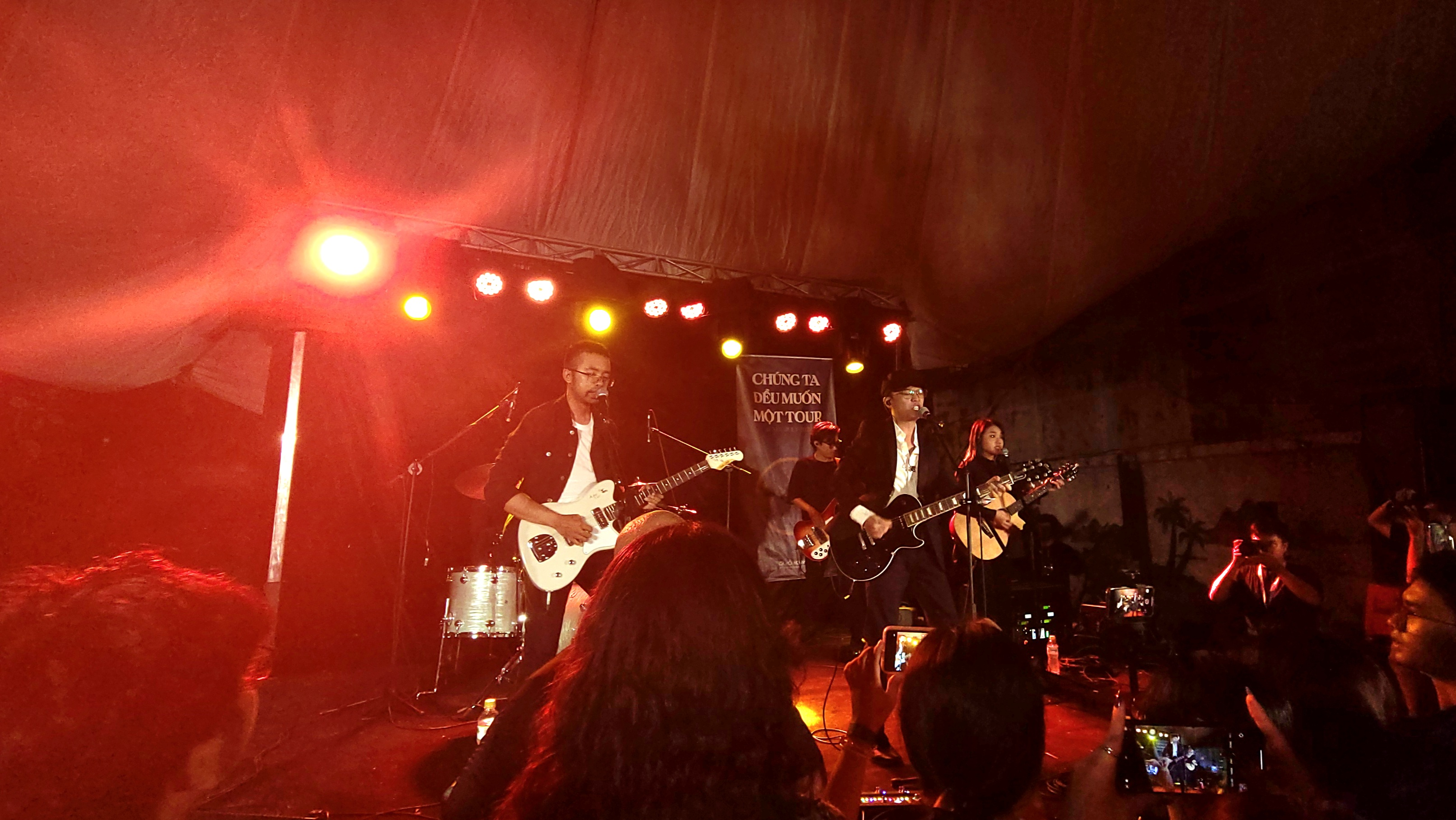
کنسرت یک گروه موسیقی مستقل (ایندی) در حال اجرا، که موسیقی خود را بدون حمایت ناشران بزرگ تولید و منتشر می‌کنند. موسیقی مستقل به آثار تولید شده خارج از سیستم‌های بزرگ تجاری موسیقی اشاره دارد.

موسیقی مستقل (انگلیسی: Independent music) یا موسیقی ایندی (به انگلیسی: indie music) به آثاری موسیقایی گفته می‌شود که مستقل از ناشران و تهیه‌کنندگان مطرح و بزرگ موسیقی ساخته و منتشر می‌شوند.
واژهٔ «ایندی» همچنین می‌تواند به سبک‌های خارج از جریان اصلی موسیقی از قبیل ایندی راک، ایندی پاپ و… اشاره کند؛ دراین کاربرد ممکن است موسیقی موردنظر لزوماً مستقل از ناشران معتبر تهیه نشده باشد. چنین آثاری به‌لحاظ سبکی معمولاً در یک گونهٔ تعریف‌شده از موسیقی جا نمی‌گیرند بلکه سبک‌های مختلفی را نمایندگی می‌کنند.
در ایران بیشتر فعالیت‌های موسیقی زیرزمینی هیپ هاپ و راک به صورت مستقل انجام می‌گیرند برخلاف اغلب موسیقی‌های پاپ که توسط تهیه‌کنندگان بزرگ تولید می‌شوند.